# のうが高原
のうが高原（のうがこうげん）は、広島県廿日市市の野貝原山にあった休暇施設である。

## 概要
磐座や古代遺跡が点在する「のうが高原」頂上に1971年、ホテルやキャンプ場などの施設が開業した。ホテルには、盤座を利用した大規模な岩風呂や江戸風呂など多くの温泉施設も作られた。しかし、施設の建設を急いだため建設費が多額にのぼり、それに加えて80年代には観光客が減少。宿泊室数も28室と少なく、頼みの綱であった日帰り客も少なかったため、1986年に倒産、あえなく開発は失敗し周囲一体はそのまま放置された。

## 現状
建物群は廃墟となり、高原に向かう道のりもがけ崩れなどの危険があり、現在は周辺も含めて立ち入り禁止となっているが、通行止めの無い山道を通って高原に到達できるため、廃墟ファンなどが侵入している。2017年時点では更に建物の崩壊が進んでおり、立ち入りは非常に危険である。
山頂付近には北から、中国電力、国土交通省、警察庁の通信施設が存在する。一番南側にはNTTの通信施設が鉄塔と共にかつて存在していたが全国的なマイクロ回線の縮退に伴い、鉄塔および通信施設が撤去され、局舎のみが残存している。
のうが高原一帯はメガソーラー建設地として整備され、旧施設は2019年5月現在解体中。

## 沿革
- 1965年（昭和40年） 廿日市観光農園と言う名で営業開始。
- 1971年（昭和46年） のうが高原に改名し、ホテルや別荘、遊園地などを建設。
- 1986年（昭和61年）
  - 1月 事実上倒産。
  - 3月31日 ホテルの営業停止。しかし、その後も経営は続け、実際にホテルを閉鎖したのは87年と言われている。
- 2007年（平成19年）改修工事始まる。
- 2019年  (令和元年)　解体工事始まる